# 압델하미드 아바우드

압델하미드 아바우드(Abdelhamid Abaaoud, 1987년 8월 8일 ~ 2015년 11월 18일)는 벨기에 출신의 이라크 레반트 이슬람 국가(IS) 조직원이다. 2015년 11월 파리 테러의 주범이다.

## 내력
아바우드는 모로코계 벨기에인으로, 신트얀스몰렌베이크에서 옷가게 집안에서 태어났다. 6남매가 있다. 아버지는 아가디르 출신으로 1975년 모로코에서 벨기에로 건너간 이민자였다.

## 2015년 11월 파리 테러
아바우드는 유럽에서의 권유 활동을 이유로 국제 수배를 받는 등 사건 전부터 알려진 존재였다. 11월 13일, 아바우드와 다른 테러리스트들은 파리 동시 다발 테러 사건을 일으켰다. 아바우드의 지시에 따라 테러범들은 AK-47과 자폭용 조끼를 사용하여 파리의 여러 곳을 습격하고 테러를 일으켜 129명이 사망하고 300명 이상이 부상했다.
사건 후 아바우드는 새 아지트로 생드니에 있는 아파트를 사용했다. 그러나 11월 18일 프랑스 경찰 특수 부대가 아파트를 포위하였으며, 총격전 끝에 사망했다.